# She Said She Said
She Said She Said (Lennon/McCartney) är en låt av The Beatles från 1966.

## Låten och inspelningen
Den sista låten till Revolver spelades in vid ett enda tillfälle, 21 juni 1966, efter att man repat den i nio timmar i studion. Denna märkligt arrangerade låt (som i synnerhet ställde högra krav på Ringo Starr) inspirerades av den dag i augusti 1965 då John Lennon tagit LSD tillsammans med Roger McGuinn och David Crosby i The Byrds och direkt efteråt mötte en instormande Peter Fonda, som skulle berätta för honom om en nära döden-upplevelse som han haft som 11-åring när han av misstag vådasköt sig i buken när han gjorde rent pappa Henrys revolver. Den drogade Lennon hade just sett en film med Peters syster Jane (en film han avskydde) och blev inte på bättre humör av detta varvid han lät kasta ut Fonda. Låtens betoning på död kan ändå sägas återspegla den upplösning av personligheten som kan skapas av flitigt nyttjande av LSD. Låten kom med på LP:n Revolver, som utgavs i England och USA 5 augusti respektive 8 augusti 1966.